# Chabibullo Abdusamatov
Chabibullo Ismailovič Abdusamatov (in russo: Хабибулло Исмаилович Абдусаматов; Samarcanda, 27 ottobre 1940) è un astrofisico russo.
È direttore del Laboratorio di Ricerca Spaziale presso l'Osservatorio di Pulkovo di San Pietroburgo e responsabile del progetto russo-ucraino denominato Astrometria per il segmento russo della Stazione spaziale internazionale. Ha conseguito due brevetti per invenzioni scientifiche ed è autore di oltre 160 pubblicazioni accademiche, in cui ha presentato le sue scoperte sul comportamento del Sole e il conseguente influsso climatico.
È noto per aver respinto le tesi della maggioranza degli scienziati sul riscaldamento globale.

## La controteoria del riscaldamento globale
Abdusamatov sostiene che il riscaldamento globale viene causato da un livello molto alto di radiazione solare, coincidente con la comparsa e l'aumento ciclico delle macchie sulla superficie del Sole. Ciò avrebbe determinato una crescita dell'intensità delle radiazioni emesse, dalla fine del XIX secolo all'inizio del XXI, che ha comportato temperature sempre più alte. Questa visione contrasta con l'opinione scientifica sul cambiamento climatico e sul riscaldamento globale.
Abdusamatov afferma infatti che il riscaldamento globale avviene in maniera parallela e in contemporanea sia su Marte che sulla Terra, come conseguenza rettilinea di un unico fattore: il cambiamento, per un certo periodo, dell'irraggiamento solare. Al comparire delle macchie solari sulla superficie del Sole, avverrebbe anche una crescita del calore emesso, che porterebbe a un aumento della temperatura su tutti i pianeti del Sistema solare.
Sulla Terra inoltre, l'anidride carbonica si troverebbe non solo nell'atmosfera ma, per la maggior parte, disciolta negli oceani. La solubilità della CO2 nell'acqua diminuirebbe al salire delle temperature, col conseguente rilascio di una quantità maggiore nell'atmosfera. Al contrario, nei periodi di raffreddamento, le acque assorbirebbero maggiori quantità di anidride carbonica, sottraendola all'atmosfera e provocando una diminuzione dell'effetto serra.
La concentrazione di CO2 nell'atmosfera sarebbe perciò una conseguenza del riscaldamento terrestre, e non la sua causa. L'analisi dei ghiacci polari — capace di risalire indietro di milioni di anni — mostrerebbe che la concentrazione di anidride carbonica nell'atmosfera segue l'aumento di temperatura con un ritardo di 400-800 anni. Durante i cicli glaciali/interglaciali i picchi di concentrazione dell'anidride carbonica non avrebbero mai preceduto, ma invece seguito i periodi di riscaldamento.
Abdusamatov afferma che “La CO2 rilasciata dalle attività umane ha un influsso irrilevante sui cambiamenti climatici, i quali non si accordano temporalmente con i cambiamenti avvenuti nelle emissioni umane. Nel periodo che va dal 1940 al 1975 ci fu un boom della produzione industriale con aumento di emissioni di CO2 nell'ambiente, ma a questo non corrispose un aumento, bensì una diminuzione delle temperature reali."
Nei primi mesi del 2012 Abdusamatov ha predetto una nuova "piccola era glaciale", con inizio nel 2014 e fine nel 2070, in cui il picco negativo verrà raggiunto nel 2055.

## Onorificenze
- Medaglia d'Oro per meriti eccezionali della European Scientific-Industrial Chamber (2013)[6]